# Dan Patiris
Dan S. Patiris (* 12. November 1930 in San Francisco; † 19. Dezember 2022) war ein US-amerikanischer Jazz- und Studiomusiker (Saxophon, Klarinette, Englischhorn, Oboe, Flöte).

## Leben und Wirken
Patiris war ab 1948 Mitglied der Musiker-Gewerkschaft und arbeitete bis 1975 in seiner Heimatstadt San Francisco als Musiker, bevor er nach New York City zog. Dort war er bis Ende der 2000er-Jahre als Jazz- und Studiomusiker tätig, zuletzt auch als Musikpädagoge bei Rockland Music und als Privatlehrer. Als Sessionmusiker arbeitete er u. a. mit Leonard Schaeffer (A Boy and His Dog, 1968), Norman Greenbaum (Spirit in the Sky, 1969), John Land (America at Mid-Century, 1973), dem Gesangsquartett Joel & the Dymensions (Harmony Treasures, Vol. 1 & 2) und der Country-Rock-Band New Riders of the Purple Sage (Brujo, 1974). Im Bereich des Jazz war er laut Tom Lord an zwei Aufnahmesessions beteiligt, mit den Sängern Doug Ferony (This One’s for You, um 1996) und Linda Torchia (The Insightful Linda Torchia, 2008). Patiris lebte zuletzt in Pomona, New York.